# Slag bij Tsjichori
De Slag bij Tsjichori (Georgisch:ჩიხორის ბრძოლა, chikhoris brdzola) werd uitgevochten tussen de legers van koning Giorgi VIII van Georgië en opstandige edelen onder leiding van een koninklijke bloedverwant Bagrat in 1463. Het vond plaats in de buurt van het fort Tsjichori in het district Argveti in het westen van Georgië (Imeretië). De slag eindigde met de nederlaag van de koning.
De strijd was het hoogtepunt van een hevige en uitgebreide interne strijd om de hegemonie in Georgië die begon na de korte regeerperiode van Vachtang IV (1442-1446) en uiteindelijk eindigde met de splitsing van Georgië.